# Kotowo
Kotowo (russisch Котово) ist eine Stadt mit 24.115 Einwohnern (Stand 14. Oktober 2010) in Russland und das Verwaltungszentrum des gleichnamigen Rajons in der Oblast Wolgograd. Der Ort liegt am Fluss (Kleine) Kasanka im Flusssystem des Don, 229 Kilometer nördlich der Gebietshauptstadt Wolgograd.

## Geschichte
Der Ort entstand in den 1710er-Jahren mit Gründung eines Dorfes an der Kasanka. Der Ortsname stammt vom Familiennamen des ersten dortigen Siedlers, eines Ukrainers namens Kotenko, ab. 1791 wurde in Kotowo erstmals ein steinernes Kirchengebäude errichtet, nämlich die bis heute stehende Erzengel-Michael-Kirche. Gegen Ende des 19. Jahrhunderts zählte der Ort bereits knapp 3000 Seelen, wovon es sich bei den meisten um Bauern handelte. 1912–1913 wurde in Kotowo eine Wasserleitung verlegt, die bis heute als solche funktioniert.
Mitte des 20. Jahrhunderts wurden nahe der Stadt Erdölfelder in der Umgebung erschlossen, was die Bevölkerungszahl Kotowos ansteigen ließ. Seit 1966 hat Kotowo den Status einer Stadt.

### Bevölkerungsentwicklung
| Jahr | Einwohner |
| ---- | --------- |
| 1939 | 2.907     |
| 1959 | 7.175     |
| 1970 | 20.553    |
| 1979 | 23.059    |
| 1989 | 25.360    |
| 2002 | 26.763    |
| 2010 | 24.115    |

Anmerkung: Volkszählungsdaten

## Wirtschaft
Hauptwirtschaftszweig der Stadt ist bis heute die Förderung und Verarbeitung des Rohöls, außerdem gibt es in Kotowo eine Ziegelei, eine Stahlbetonfabrik und einige kleinere Industriebetriebe. Im Umland wird außerdem Landwirtschaft betrieben.

## Sehenswürdigkeiten
Das älteste erhaltene Bauwerk Kotowos ist die Erzengel-Michael-Kirche (1791), ferner sind ein paar historische Bauten aus dem 19. Jahrhundert erhalten geblieben, darunter das ehemalige Kreisverwaltungshaus (1864).

## Söhne und Töchter der Stadt
- Iwan Schapowalow (* 1966), Musikproduzent und Musikmanager